# 受付システム
受付システム（うけつけシステム）とは、製品などの販売やサービスの提供の際に、順次、訪問・到着する来客に対処し、効率的および円滑な販売・サービスの提供を意図して導入される機器や手法のこと。

## 概要
古くから行列や整理券といった手法は商品販売の際に行われていた。
情報技術(IT)の発達により、電話、インターネットを利用した通信販売等の受付や、企業の受付への無人システムの導入（受付嬢の廃止）、銀行、病院の窓口業務への自動整理券発券機・窓口呼出表示器の導入、携帯電話等を利用した事前受付予約システムの導入などが行われている。

## 導入のメリット
- 窓口の処理能力を超える量の消費者が殺到することを防ぐ。
- 今まで人間が行っていた業務を機械化することで業務の効率化、コスト削減を図る。
- 整理券・受付時間が事前にわかることによって待ち時間を有効に使うことが出来る。